# Labéates
Les Labéates (en grec ancien Λαβεᾶται / Labeatai, en latin : Labeatae) sont une tribu illyrienne implantée dans l'Antiquité sur la côte orientale de la mer Adriatique, aux alentours de Scutari (Shkodër en albanais, Scodra en illyrien), dans le nord de l’Albanie, au bord du lac de Shkodra (Labeatis palus ou lacus Labeatum en latin).

## Histoire
Le territoire des Labéates semble s'être étendu de Lissus jusqu'au fleuve Drin au sud (peut-être jusqu'à la vallée du fleuve Mat) et jusqu'à Medun au nord. Le centre en est la forteresse de Scodra, qui est devenue la capitale du royaume illyrien. Ce peuple est mentionné par Tite-Live et par Pline l'Ancien.
Les derniers rois illyriens, Scerdilaidas, Pleuratos et son fils Genthios, appartiennent à la tribu des Labéates et frappent monnaie à l'effigie de leur tribu. Genthios, dernier roi des Illyriens, règne de 180 à 168 av. J.-C. ; en 171, lors de la troisième guerre macédonienne, il s'allie aux Romains contre les Macédoniens, mais change de camp en 169 et se range au côté du roi de Macédoine Persée ; en 168, vaincu à Shkodra par une armée romaine, il est emmené en captivité à Rome.